# Flacillula
Flacillula Strand, 1932 è un genere di ragni appartenente alla famiglia Salticidae.

## Etimologia
Il nome deriva dal genere obsoleto Flacilla Simon, 1901, che ha costituito la prima descrizione di questi esemplari e il suffisso diminutivo -ula; a sua volta Flacilla deriva da Elia Flaccilla, moglie dell'imperatore romano Teodosio I.

## Caratteristiche
Sono ragni di forma piatta, con un lungo opistosoma di colore grigio.
Questo genere è strettamente correlato ad Afraflacilla, e sono stati entrambi apposti nella stessa tribù Flacillulini.

## Habitat
Questi ragnetti sono stati rinvenuti nei muri caldi, su rocce e nei tronchi d'albero delle savane.

## Distribuzione
Le 6 specie oggi note di questo genere sono diffuse in Asia e Oceania, in particolare:
- Asia: Pakistan, Sri Lanka, Vietnam e Giava
- Oceania: Isole Caroline, Isole Samoa, Isole Cook e Isola Niue[1]

## Tassonomia
Questo genere apparteneva fino al 1993 al genere Pseudicius e tuttora tale distacco è contestato da alcuni aracnologi.
A maggio 2010, si compone di sei specie:
- Flacillula albofrenata (Simon, 1905) — Giava
- Flacillula incognita Zabka, 1985 — Vietnam
- Flacillula lubrica (Simon, 1901)[2] — Sri Lanka
- Flacillula minuta (Berland, 1929) — Isole Caroline, Isola Niue, Isole Samoa, Isole Cook
- Flacillula nitens Berry, Beatty & Prószynski, 1997 — Isole Caroline
- Flacillula purpurea (Dyal, 1935) — Pakistan